# Metamfetamina
Metamfetamina (N-metyloamfetamina (rac)-N-metylo-1-fenylopropylo-2-amina) – organiczny związek chemiczny, N-metylowa pochodna amfetaminy, stymulant oparty na szkielecie β-fenyloetyloaminy, prawoskrętny stereoizomer lewometamfetaminy. Jest stosowana jako środek odurzający, a także jako lek przeznaczony do leczenia ADHD i otyłości (w USA pod nazwą handlową Desoxyn).

## Metamfetamina a perwityna
N-Metylo-1-fenylopropylo-2-amina jest związkiem chiralnym, przy czym nazwa „metamfetamina” dotyczy mieszaniny racemicznej [(rac)-N-metylo-1-fenylopropylo-2-aminy], natomiast enancjomer (S)-(+) nazywany jest „perwityna” lub pot. „krystaliczna metamfetamina”; ma on silniejsze działanie psychoaktywne.

## Historia
Metamfetamina została po raz pierwszy zsyntetyzowana w 1893 r. z efedryny przez japońskiego chemika Nagayoshiego Nagaia. W roku 1919 krystaliczna metamfetamina została zsyntetyzowana przez Akirę Ogatę. Pokrewny związek chemiczny, amfetamina, została zsyntetyzowana w Niemczech w roku 1887 przez Lazara Edeleanu.
Pierwsze zastosowanie metamfetaminy na szerszą skalę miało miejsce w czasie II wojny światowej, kiedy była stosowana jako środek pobudzający dla żołnierzy, od których wymagano aktywności bojowej przez długi czas (lotnicy, czołgiści).
W latach 50. XX wieku metamfetamina była stosowana jako lek, między innymi w leczeniu otyłości. W latach 60. rozpoczęło się stosowanie jej jako narkotyku. Znaczny wzrost użycia metamfetaminy w USA miał miejsce od lat 80.

## Otrzymywanie
Metamfetaminę otrzymuje się kilkoma metodami. W Azji najczęściej jako substrat wykorzystuje się efedrynę lub pseudoefedrynę, natomiast w Europie substratem jest zwykle fenyloaceton, który przekształca się w produkt na drodze reduktywnej aminacji lub za pomocą reakcji Leuckarta. W USA stosowane są wszystkie te metody.

### Przykładowe metody syntezy
- Z fenyloacetonu na drodze reduktywnej aminacji (aminacja ketonu z powstaniem iminy, która w drugim etapie redukowana jest do aminy):

- Z fenyloacetonu za pomocą reakcji Leuckarta:

- Deoksygenacja efedryny lub pseudoefedryny poprzez chloroefedrynę:

- Deoksygenacja efedryny lub pseudoefedryny poprzez jodoefedrynę:

## Właściwości fizykochemiczne
Metamfetamina podobnie jak amfetamina jest higroskopijną cieczą, tworzącą azeotrop z wodą o odczynie zasadowym. Ciemnieje na powietrzu, pochłaniając dwutlenek węgla. Posiada charakterystyczny, dość intensywny zapach.
Z powodu tych właściwości dla celów komercyjnych przeprowadza się ją w chlorowodorek. W laboratoriach stosuje się właściwie tylko chlorowodorek, gdyż taka forma przechowywania amin gwarantuje ich niską reaktywność, a przez to względną stabilność.
Bezwodny chlorowodorek mieszaniny obu enancjomerów, tak jak i (+)-metamfetaminy, jest białym proszkiem o gorzkim smaku. Chlorowodorek (+)-metamfetaminy łatwo krystalizuje poprzez wytrącanie chlorowodorem w bezwodnym eterze dietylowym z wolnej zasady (+)-metamfetaminy, tworząc kryształy.
Uliczna metamfetamina może być bezbarwna, żółta, pomarańczowa lub brązowa. Często jest też lepka, o konsystencji miodu (ze względu na swoją higroskopijność i trudność w krystalizacji) i przypomina brudny, mokry śnieg, skąd pochodzi jej uliczna nazwa.

## Właściwości psychotropowe
Działanie psychotropowe jest ogólnie zbliżone do amfetaminy. Działa jednak dłużej i stan po spożyciu jest dużo intensywniejszy. Jest jednak bardziej toksyczna – duże dawki powodują skrócenie drzewa neuronowego w ośrodkowym układzie nerwowym.
Perwityna, czyli (+)-metamfetamina (o konfiguracji absolutnej S) powoduje bardzo silne pobudzenie seksualne. Osoby, którym podano znaczną ilość tego enancjomeru metamfetaminy, tracą zazwyczaj wszelką kontrolę nad swoimi odruchami seksualnymi. (–)-Metamfetamina nie ma tak silnych właściwości stymulujących popęd płciowy i ma mniejsze działanie euforyzujące. (+)-Metamfetamina działa dwa razy silniej euforyzująco od racematu (równomolowej mieszaniny obu enancjomerów) metamfetaminy. Z kolei racemat (rac)-metamfetamina działa ok. 1,5 razy silniej od racematu (rac)-amfetaminy.
Dawkowanie: zastosowania medyczne 10–40 mg/dobę; dawki uliczne zaczynają się od 100 mg.
Metyloamfetaminę można przyjmować na wiele sposobów: iniekcyjnie (domięśniowo i dożylnie), poprzez palenie (odmiana ice), donosowo, doustnie, doodbytniczo itp.
Działanie (rac)-metamfetaminy, jak i (+)-metamfetaminy utrzymuje się ok. 6–24 godzin. W przypadku czystej (+)amfetaminy są to 2 godziny, a dla kokainy tylko 30 minut.
Na początku drugiej dekady XXI w. WHO szacowało, że metamfetaminę zażywa ponad 35 mln osób. Od lat 80. XX w. obok metamfetaminy zaczęła być dostępna perwityna. W 2012 r. brak było danych dotyczących liczby osób zażywających perwitynę w Polsce, natomiast wiadomo było, że w Europie jest ona szczególnie popularna w Niemczech, Czechach, Norwegii i na Litwie.